# Còpia de Palomes
La Còpia de Palomes es una montaña de 837,0 m s. n. m. ubicada en el centro de Cataluña, España. Se encuentra en el término municipal de Rubió, en la comarca de la Noya. Es la montaña más elevada de la sierra de Rubió y sus alrededores. 
La cima de la montaña es un buen mirador de la zona, desde la cual se pueden observar hacia el norte muchas montañas del Pirineo catalán y aragonés, como el Pedraforca, el Montsec, el Canigó y el Aneto. Mirando hacia el sur se ven el macizo de Montserrat, la sierra de Collserola y el macizo del Montseny, entre muchos otros.  
La ruta más habitual parte del refugio de montaña Mas del Tronc, a una hora de la montaña y a unos cuatro kilómetros. Su ascensión es muy fácil y prácticamente se puede llegar en coche por un buen camino. En la cima hay un vértice geodésico (referencia 275113001). 

## Galería

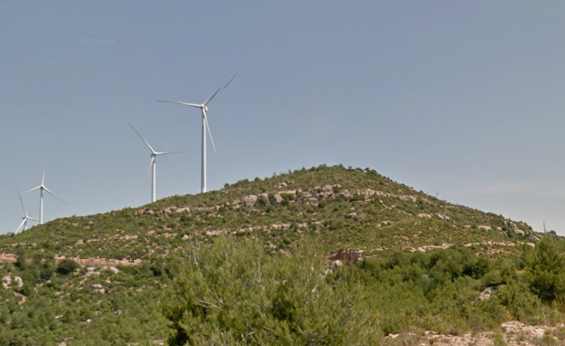
La Còpia de Palomes en junio de 2013.
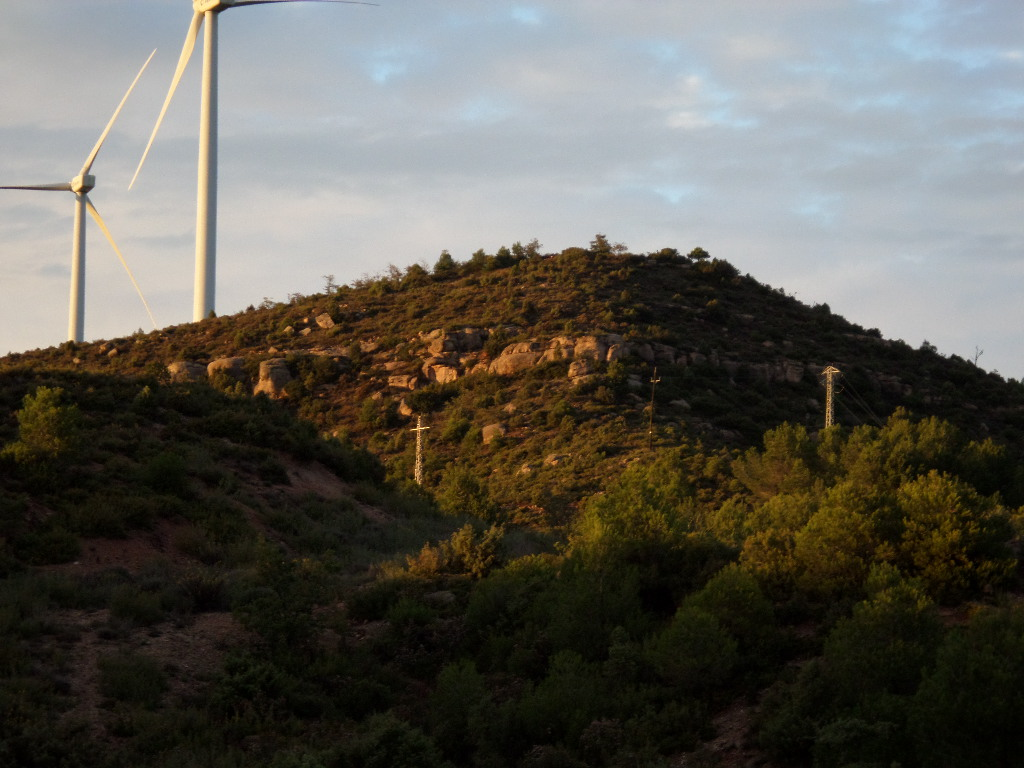
La montaña desde la BV-1031.
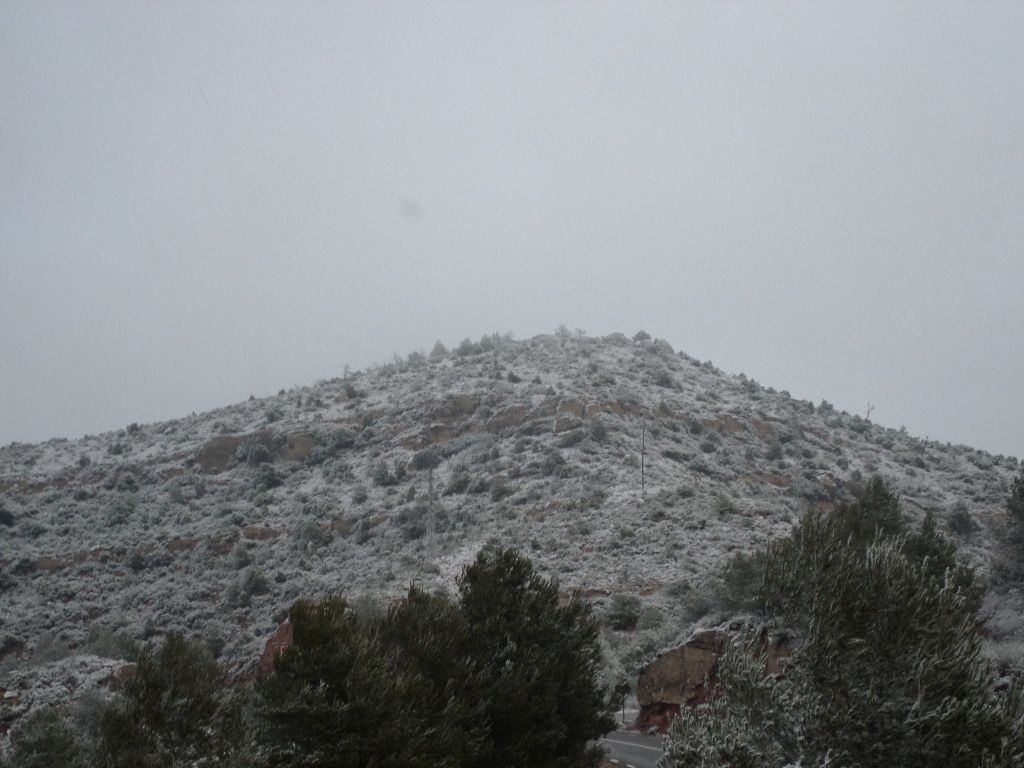
La montaña con nieve.